# Eupithecia improvisa
Eupithecia improvisa es una especie de polilla de la familia Geometridae. La especie fue descrita por primera vez por Vladimir G. Mironov y Ulrich Ratzel, habiendo sido descrita en 2012, con distribución en Pakistán.